# 默森湖
53°13′35″N 12°49′49″E / 53.226488°N 12.830143°E
默森湖（德語：Mössensee），是德國的湖泊，位於該國東北部，由梅克倫堡-前波美拉尼亞州負責管轄，處於梅克倫堡湖區縣，長2.5公里、寬0.3公里，面積0.6平方公里，海拔高度59米。